# Cytaea albolimbata
Cytaea albolimbata is een spinnensoort in de taxonomische indeling van de springspinnen (Salticidae).
Het dier behoort tot het geslacht Cytaea. De wetenschappelijke naam van de soort werd voor het eerst geldig gepubliceerd in 1888 door Eugène Simon.